# یواس‌اس ایچوموی (ای‌تی‌اف-۱۴۸)
یواس‌اس ایچوموی (ای‌تی‌اف-۱۴۸) (به انگلیسی: USS Achomawi (ATF-148)) یک کشتی بود که طول آن ۲۰۵ فوت (۶۲ متر) بود. این کشتی در سال ۱۹۴۴ ساخته شد.